# Gare de Luzarches
Gare de Luzarches vasútállomás Franciaországban, Luzarches településen.

## Vasútvonalak
Az állomást az alábbi vasútvonalak érintik:
- Montsoult - Maffliers–Luzarches-vasútvonal

## Kapcsolódó állomások
A vasútállomáshoz az alábbi állomások vannak a legközelebb:
- Gare de Seugy (Paris Gare du Nord, Transilien H)